# Albert Tissandier
Pour les articles homonymes, voir Tissandier.
Albert-Charles Tissandier, né le 1er octobre 1839 à Anglure et mort le 5 septembre 1906 à Jurançon, est un architecte, aéronaute et voyageur français. Il est le frère de Gaston Tissandier, avec qui il a coopéré à la revue La Nature jusqu'en 1905.

## Biographie
Albert est le fils de Paul Emmanuel Tissandier (1805-1870), conseiller général de la Marne, et de Caroline Agathe Blanche Decan de Chatouville (1814-1877). Il a deux frères, Alfred (1836-1895) et Gaston Tissandier (1843-1899). En 1858, il étudie l'architecture à l’École des Beaux-Arts à Paris, sous la direction de M. André. En 1865, il participe à un concours public pour l’exécution d'une fontaine monumentale à Bourges, et reçoit le Ier prix de 1 000 francs avec la médaille d'or ; son projet fut choisi par le maire-adjoint Paul-Adrien Bourdaloue pour la conception du château d'eau, place Séraucourt à Bourges, inauguré en 1867.

## Article nécrologique

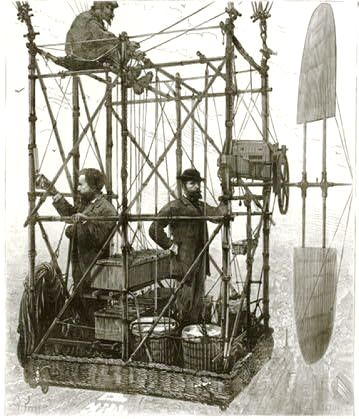
Albert et Gaston Tissandier.

Article nécrologique d'Albert Tissandier, signé Jules Laffargue, extrait de la revue La Nature :
« M. Albert Tissandier, frère de M. Gaston Tissandier, dont le souvenir est encore présent à toutes les mémoires, est décédé subitement le 5 septembre à Jurançon, près de Pau, dans une propriété où il s'était retiré.
Né en 1839, M. Albert Tissandier a été le fidèle compagnon et le collaborateur assidu de son frère. Architecte distingué, il a eu à s'occuper de plusieurs travaux que nous allons rappeler.
Il s'adonna, tout d'abord, à l'aéronautique et le 8 novembre 1868, il effectuait, par une tempête de neige entre Melun et Paris, sa première ascension aéronautique.
Pendant le siège de Paris, M. Albert Tissandier conduisit un des premiers ballons-poste. Il quitta Paris le 14 octobre 1870, dans la nacelle du ballon le Jean-Bart, emportant avec lui deux voyageurs confiés à ses soins, MM. Banc et Ferrand, et 400 kilogrammes de dépêches, c'est-à-dire, comme il le disait lui-même, cent mille souvenirs envoyés de Paris par cent mille familles anxieuses. Sa vaillante conduite lui valut la Médaille militaire.
Quelques années après, M. A. Tissandier prépara et accomplit avec son frère l'ascension de longue durée du ballon le Zénith, de Paris à Arcachon (Gironde), ascension qui eut lieu les 23 et 24 mars 1875. Dans cette ascension, il dessina, d'après nature, les paysages aériens et reproduisit notamment le curieux spectacle de la déformation de la lune qui venait au-dessus des nuages dont la surface supérieure était unie comme celle d'un lac. Cette ascension de longue durée précéda de quelques jours à peine l'ascension du ballon le Zénith, où le 15 avril 1875, à 11 h 35 du matin, Gaston Tissandier, Croce-Spinelli et Sivel avaient pris place dans la nacelle dans le but de s'élever à une grande hauteur pour continuer leurs observations.
Ces deux derniers furent victimes de leur dévouement à la science, et Gaston Tissandier lui-même fut gravement atteint dans cette catastrophe.
M. A. Tissandier contribua en 1881, avec M. Gaston Tissandier, à l'exposition d'électricité, au premier modèle de ballon dirigeable mû par l'électricité. C'est à la suite de ces premières expériences qu'en collaboration avec son frère, ils firent construire en grand le modèle qui avait été exposé. M. Albert Tissandier dessina l'épure, et le constructeur fut M. Lachambre. L'ascension du premier aérostat dirigeable électrique eut lieu le 8 octobre 1883. Un deuxième essai fut effectué le 26 septembre 1884 ; il donna tous les résultats attendus.
M. A. Tissandier était également écrivain et voyageur passionné. En 1886, il effectua en Amérique un long voyage, dont il a laissé lui-même le compte rendu dans son estimé ouvrage Six mois aux États-Unis, à la librairie Masson & Cie. En 1888, il visita les Indes, Ceylan et plusieurs autres villes d'Asie dont il rapporta de magnifiques illustrations  qui ont paru dans La Nature.
En janvier 1890, il fut chargé par le Ministère de l'instruction publique et des beaux-arts d'une mission archéologique dans l'Inde, la Chine et le Japon. Ces voyages occupèrent M. Albert Tissandier pendant les années 1890 et 1891. Il a fait un récit complet de tous ses voyages, et il a donné en même temps des illustrations d'une réelle beauté et d'une exactitude remarquable.
En 1893 et 1894, il visita le Cambodge et Java, et toutes les ruines Khmers et Javanaises. Il rapporta encore de cette mission un ouvrage de toute beauté, avec des illustrations magnifiques d'une réelle valeur, toutes faites par lui-même. Il a rapporté de ces longs voyages des collections d'objets de toutes sortes des plus remarquables.
À la suite de tous ces voyages, il revint enfin à Paris et collabora assidûment à La Nature. On sait depuis cette époque quels événements douloureux eurent lieu. M. Gaston Tissandier mourait le 30 août 1899. M. Albert Tissandier restait avec nous à la Rédaction de La Nature, puis il se retirait lui-même, il y a quelques mois à peine, à Jurançon, dans sa propriété, où la mort est venue le frapper brusquement. Le souvenir de M. Albert Tissandier restera attaché à La Nature et MM. Gaston et Albert Tissandier seront unis dans notre pensée comme ils le furent eux-mêmes dans leur vie ».
Il obtint une médaille à l'Exposition universelle de 1900 de Paris.

Départ de l'aérostat dirigeable électrique de Gaston et Albert Tissandier, le 8 octobre 1883 à Auteuil

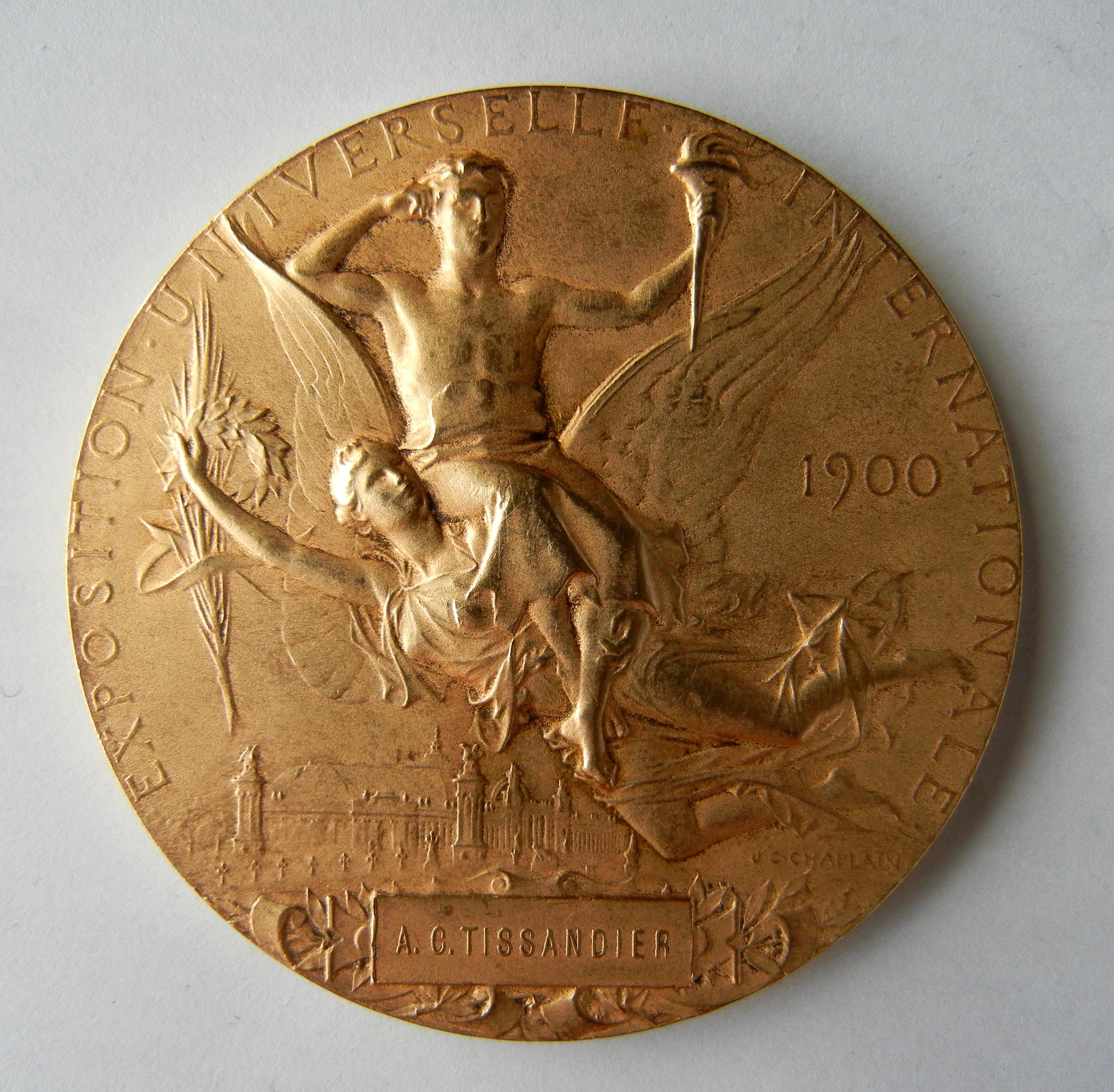
Médaille Exposition universelle de Paris 1900 d'Albert Tissandier.

## Vols et ascensions
- Le 8 novembre 1868, ascension entre Melun et Paris. Il effectuait par une tempête de neige, sa première ascension aéronautique.
- Le 14 octobre 1870, pendant le siège de Paris, Albert Tissandier conduisit un des premiers ballons-poste.
- Le 23 et 24 mars 1875, ascension de longue durée du ballon le Zénith, de Paris à Lanton, Arcachon.
- Le 15 avril 1875, ascension du ballon le Zénith.
- Le 8 décembre 1875, vol avec MM. Mangin, Renard, Aimé Laussedat, Bittard et Bastoul, le ballon l'Univers chuta lourdement. Albert Tissandier s'en tira indemne, tandis que ses coéquipiers eurent diverses blessures[6].
- Le 8 octobre 1883, vol avec un aérostat dirigeable électrique à Auteuil.
- Le 26 septembre 1884, vol avec un aérostat dirigeable électrique.

## Distinctions et décorations
- Médaille militaire en 1870.
- Médaille de bronze à l'Exposition universelle de 1900 de Paris.

## Source
- Article nécrologique signé Jules Laffargue extrait de la revue La Nature, no 1738 du 15 septembre 1906.